# Kurkanja
Kurkanja (arab.: قورقانيا) – miasto w Syrii, w muhafazie Idlib. W 2004 roku liczyło 2050 mieszkańców.